# Rostskinn
Rostskinn (Crustoderma dryinum) är en svampart som först beskrevs av Berk. & M.A. Curtis, och fick sitt nu gällande namn av Erast Parmasto 1968. Rostskinn ingår i släktet Crustoderma och familjen Meruliaceae.  Arten är reproducerande i Sverige. Inga underarter finns listade i Catalogue of Life.